# Złomy Polskie
Złomy Polskie – część wsi Huta-Złomy położona w Polsce, w województwie podkarpackim, w powiecie lubaczowskim, w gminie Narol.
W latach 1975–1998 Złomy Ruskie administracyjnie należały do województwa przemyskiego.